# 2006年全日本綜合羽毛球錦標賽
2006年全日本綜合羽毛球錦標賽（日語：平成18年度全日本総合バドミントン選手権大会），為第60屆全日本綜合羽毛球錦標賽，是日本國內最高級別的羽毛球比賽。本屆賽事於2006年11月15日至11月19日在日本東京都駒沢体育館舉行。

## 項目獎牌榜
以下為各項目的優勝者及其所屬團體名單：
| 項目     | 金牌                                       | 银牌                           | 铜牌                                       |
| 男子單打 | 佐藤翔治（NTT東日本）                      | 中西洋介（日本UNISYS）         | 古財和輝（日本UNISYS）                     |
| 男子單打 | 佐藤翔治（NTT東日本）                      | 中西洋介（日本UNISYS）         | 竹村純（JR北海道）                         |
| 女子單打 | 廣瀨榮理子（三洋電機）                     | 森かおり（三洋電機）           | 幡谷好美（NEC九州）                        |
| 女子單打 | 廣瀨榮理子（三洋電機）                     | 森かおり（三洋電機）           | 平山優（早稻田大学）                       |
| 男子雙打 | 坂本修一 池田信太郎（日本UNISYS）          | 川口馨士 川前直樹（NTT東日本） | 平田典靖（Tonami運輸） 米隆夫（NTT北海道） |
| 男子雙打 | 坂本修一 池田信太郎（日本UNISYS）          | 川口馨士 川前直樹（NTT東日本） | 舛田圭太 大束忠司（Tonami運輸）            |
| 女子雙打 | 小椋久美子 潮田玲子（三洋電機）            | 末綱聰子 前田美順（NEC九州）   | 多谷郁惠 脇坂郁（三洋電機）                |
| 女子雙打 | 小椋久美子 潮田玲子（三洋電機）            | 末綱聰子 前田美順（NEC九州）   | 赤尾亞希 松田友美（YONEX）                 |
| 混合雙打 | 舛田圭太（Tonami運輸） 前田美順（NEC九州） | 松本徹 田井美幸（NTT東日本）   | 山下大介（Y.B.S.） 山崎雅美（北都銀行）    |
| 混合雙打 | 舛田圭太（Tonami運輸） 前田美順（NEC九州） | 松本徹 田井美幸（NTT東日本）   | 小宮山元（日本UNISYS） 松田友美（YONEX）   |